# Bob Seagren
Robert Lloyd (Bob) Seagren (Pomona, 17 oktober 1946) is een voormalige Amerikaanse polsstokhoogspringer. Hij verbeterde in deze discipline diverse malen het wereldrecord (out- en indoor). Ook nam hij tweemaal deel aan de Olympische Spelen en won hierbij twee medailles.

## Biografie
Zijn eerste succes behaalde Seagren in 1966 door de Amerikaanse kampioenschappen polsstokhoogspringen te winnen. Een jaar later won hij goud bij de Pan-Amerikaanse Spelen in Winnipeg. Na viermaal de Universiteitskampioenschappen te hebben gewonnen, studeerde hij in 1968 af aan de University of Southern California. Datzelfde jaar plaatste hij zich voor de Olympische Spelen door de selectiewedstrijden te winnen.
Op de Olympische Spelen van 1968 in Mexico-Stad nam Bob Seagren deel aan een van de spannendste polsstokfinales uit de olympische geschiedenis. Aan het einde van de dag had hij samen met de West-Duitser Claus Schiprowski en de Oost-Duitser Wolfgang Nordwig de hoogte van 5,40 m oversprongen. Op basis van het aantal foutsprongen werd aan hem het goud uitgereikt.
Vier jaar later was hij, wegens het behalen van een wereldrecord van 5,63 op 2 juli 1972, de grote favoriet op de Olympische Spelen in München. Ditmaal sprong hij, net als vier jaar eerder, wederom 5,40 en moest genoegen nemen met een zilveren plak achter de Oost-Duitser Wolfgang Nordwig, die het olympisch record verbeterde tot 5,50. Zijn landgenoot Jan Johnson nam de derde plek op het podium in door 5,35 te springen.
Hierna was Bob Seagren korte tijd professioneel atleet. Vervolgens werd hij acteur en trad hij op in diverse films en televisieshows. Later werd hij CEO van een bedrijf dat zich toelegde op het organiseren van grote langeafstandslopen, zoals de Long Beach International City Marathon in Californië.
In zijn actieve tijd was Seagren aangesloten bij Southern California Striders

## Titels
- Olympisch kampioen polsstokhoogspringen - 1968
- Pan-Amerikaanse Spelen kampioen polsstokhoogspringen - 1967
- Amerikaans kampioen polsstokhoogspringen - 1966, 1969, 1970

## Persoonlijke records
- 880 yd – 2.00,5 (1967)
- 440 yd horden - 52,3 (1969)
- polsstokhoogspringen 5,63 m (1972).

## Wereldrecords
De volgende wereldrecords zijn door de IAAF erkend:
| Hoogte (m) | Datum      | Plaats      |
| ---------- | ---------- | ----------- |
| 5,32       | 14.05.1966 | Fresno      |
| 5,36       | 10.06.1967 | San Diego   |
| 5,41       | 12.09.1968 | Echo Summit |
| 5,63       | 02.07.1972 | Eugene      |

## Palmares

### polsstokhoogspringen
- 1967:  Pan-Amerikaanse Spelen - 4,90 m
- 1968:  OS - 5,40 m
- 1972:  OS - 5,40 m

1896: Welles Hoyt ·
1900: Irving Baxter ·
1904: Charles Dvorak ·
1908: Edward Cook & Alfred Gilbert ·
1912: Harry Babcock ·
1920: Frank Foss ·
1924: Lee Barnes ·
1928: Sabin Carr ·
1932: Bill Miller ·
1936: Earle Meadows ·
1948: Guinn Smith ·
1952: Bob Richards ·
1956: Bob Richards ·
1960: Don Bragg ·
1964: Fred Hansen ·
1968: Bob Seagren ·
1972: Wolfgang Nordwig ·
1976: Tadeusz Ślusarski ·
1980: Władysław Kozakiewicz ·
1984: Pierre Quinon ·
1988: Serhij Boebka ·
1992: Maksim Tarasov ·
1996: Jean Galfione ·
2000: Nick Hysong ·
2004: Tim Mack ·
2008: Steven Hooker ·
2012: Renaud Lavillenie ·
2016: Thiago Braz da Silva ·
2020: Armand Duplantis ·
2024: Armand Duplantis
- World Athletics: 14357737
- International Standard Name Identifier: 0000 0000 2373 7735
- Library of Congress Control Number: n81124764
- Virtual International Authority File: 75181972
- WorldCat: E39PBJhRBhpvhkpWWTmq4TDDv3